# تأسیسات ملی احتراق و علوم فوتونی
تاسیسات ملی احتراق (به انگلیسی: National Ignition Facility) مشهور به NIF یک مرکز علمی فدرال در ایالت کالیفرنیا و در آزمایشگاه ملی لارنس لیورمور است.
این آزمایشگاه حاوی ۱۹۲ شعاع لیزر بسیار پرتوان جهت آزمایش‌ها همجوشی هسته‌ای توسط روش محصورسازی لیزری می‌باشد.
از نتایج این آزمایشگاه برای ساخت احتمالی راکتور همجوشی یه روش لختی استفاده خواهد گردید.
تأسیسات ملی احتراق و علوم فوتونی آمریکا در ۱۴ دسامبر ۲۰۲۲ اعلام کرد که درخصوص گداخت همجوشی، به دستاوردهایی جدیدی رسیده است.

تجهیزات آزمایشگاه تأسیسات ملی احتراق و علوم فوتونی در حد 3 زمین فوتبال آمریکایی است. یکی از دلایل پیچیدگی شبیه سازی فرایند همجوشی در آزمایشگاه، نیاز به دما و فشار بسیار بالا است. به لطف لیزر پر توان جدید، در این آزمایشگاه دمای 3 میلیون درجه سانتیگراد ایجاد شده است و شرایطی مشابه با خورشید شبیه سازی شده است. دمای بالا موجب می شود الکترون ها از جایگاه خود به بیرون بجهد و پلاسما به وجود آید که در واقع نوع چهارمی از ماده است.
در آزمایشگاه، 192 پرتو قدرتمند لیزر به صورت متمرکز به نقطه ای می تابند و اتم های دوتریوم و تریتیوم را حرارت می دهند و موجب ذوب شدن آنها می شوند.

## نگارخانه

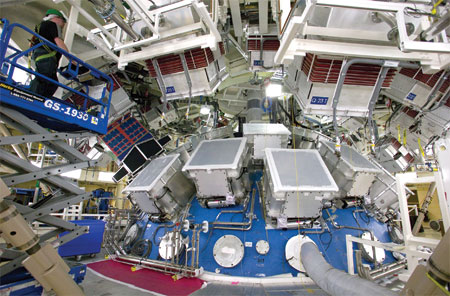
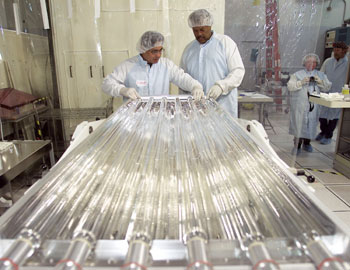
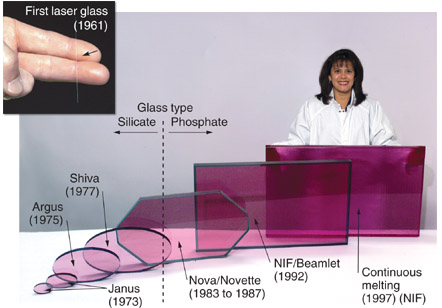